# Aleka Persaud
Aleka Kylela Persaud (* 24. Februar 2006) ist eine guyanische Schwimmerin.

## Werdegang
Aleka Persaud belegte 2021 im Alter von 15 Jahren bei den Olympischen Sommerspielen in Tokio im Wettkampf über 50 m Freistil den 55. Platz. Zum Jahresende nahm sie an den Panamerikanischen Juniorenspielen und den Weltmeisterschaften teil. Sie erreichte über 100 m Freistil den 29. und zwei Tage später über 50 m Freistil den 41. Platz. Zum Jahresende wurde sie bei den Kurzbahnweltmeisterschaften 24. über 50 m Schmetterling und mit erneutem Landesrekord 26. über 100 m Freistil. 2022 folgten eine Teilnahme an den Commonwealth Games sowie eine weitere WM-Teilnahme.